# Выдрин, Степан Семёнович
Сте́пан Семёнович Вы́дрин (1848 — не раньше 1916) — станичный атаман Оренбургского Казачьего Войска (станица Уйская), депутат Государственной думы Российской империи I созыва от Оренбургской губернии, старообрядец.

## Биография

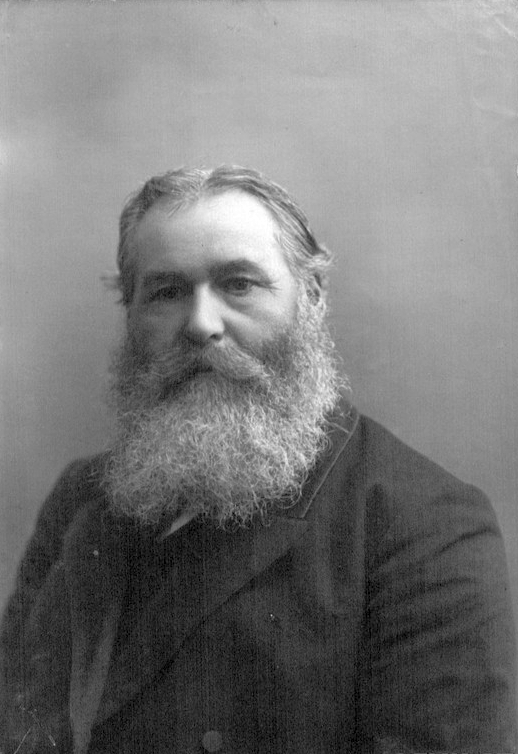
С. С. Выдрин, 1906

Родился 1848 г. Казак Уйской станицы посёлка Выдринский Троицкого уезда Оренбургской губернии. Принадлежал ко Второму (Верхнеуральскому) военному отделу Оренбургского Казачьего Войска. Казачий чин неизвестен. Получил начальное образование. Крестьянин, занимался сельским хозяйством. С 1896 по 1905 гг. С. С. Выдрин — станичный атаман станицы Уйская, ныне с. Уйское, районный центр Челябинской области, (так как в документах, связанных с избранием в думу, назван «станичным атаманом», можно предположить, что сохранял этот пост по крайней мере до апреля 1906 г.). В течение трёх лет почётный станичный судья. 20 апреля 1906 г. избран в Первую Государственную думу от съезда уполномоченных от казачьих станиц. В современных источниках указывается, что С. С. Выдрин входил в Трудовую группу, однако в изданиях Санкт-Петербургского комитета Трудовой Группы Выдрин характеризуется как «Безп», то есть беспартийный. Подписал заявление об образовании Комиссии для расследования преступлений должностных лиц. Поддержал запрос Думы о мобилизации казачьих войск. После разгона Думы судьба неизвестна.